# Polnische Mannschaftsmeisterschaft im Schach 1965
Die polnische Mannschaftsmeisterschaft im Schach 1965 war die 21. Austragung dieses Wettbewerbs. Polnischer Mannschaftsmeister wurde die Mannschaft von SKS Start Łódź, die den Titelverteidiger WKSz Legion Warszawa auf den zweiten Platz verwies.
Zu den Mannschaftskadern siehe Mannschaftskader der polnischen Mannschaftsmeisterschaft im Schach 1965.

## Modus
Für die Vorrunde hatten sich in den Meisterschaften der Woiwodschaften 17 Mannschaften qualifiziert (von denen eine allerdings nicht antrat), diese spielten in drei regionalen Gruppen jeweils ein einfaches Rundenturnier. Die beiden Ersten aller drei Gruppen qualifizierten sich für die Endrunde, für die außerdem die sechs Teilnehmer der Endrunde der polnischen Mannschaftsmeisterschaft 1964 vorberechtigt waren.
Über die Platzierung entschied zunächst die Anzahl der Brettpunkte (ein Punkt für einen Sieg, ein halber Punkt für ein Remis, kein Punkt für eine Niederlage), anschließend die Anzahl der Mannschaftspunkte (zwei Punkte für einen Sieg, ein Punkt für ein Unentschieden, kein Punkt für eine Niederlage). Die Mannschaftsstärke betrug acht Bretter, dabei musste am siebten Brett ein Jugendlicher und am achten Brett eine Frau aufgestellt werden.

## Termine und Spielorte
Austragungsorte der Vorrunden waren Łódź (Gruppe I), Gdańsk (Gruppe II) und Kraków (Gruppe III), die Endrunde wurde vom 12. bis 19. September im Pałac Pod Baranami in Kraków ausgetragen.

## Vorrunde

### Gruppe I

#### Abschlusstabelle
| Pl. | Verein                | Sp | Brett-P.  |
| --- | --------------------- | -- | --------- |
| 01. | LKS Pogoń Wrocław     | 5  | 29,0:11,0 |
| 02. | KKSz Kraków           | 5  | 24,5:15,5 |
| 03. | GKS Piast Gliwice     | 5  | 21,0:19,0 |
| 04. | KS Anilana Łódź       | 5  | 20,5:19,5 |
| 05. | RKS Marymont Warszawa | 5  | 15,5:24,5 |
| 06. | TKKF Mewa Pułtusk     | 5  | 9,5:30,5  |

#### Entscheidungen
|  | qualifiziert für die Endrunde: LKS Pogoń Wrocław, KKSz Kraków |

### Gruppe II

#### Abschlusstabelle
| Pl. | Verein                 | Sp | Brett-P.  |
| --- | ---------------------- | -- | --------- |
| 01. | KS Maraton Warszawa    | 4  | 20,5:11,5 |
| 02. | MZKS Pocztowiec Poznań | 4  | 18,0:14,0 |
| 03. | WKS Flota Gdynia       | 4  | 16,5:15,5 |
| 04. | OKO Caissa Bydgoszcz   | 4  | 16,5:15,5 |
| 05. | KKS Warmia Olsztyn     | 4  | 8,5:23,5  |
| 06. | KS Czarni Szczecin     | 0  | 0,0:0,0   |

Anmerkung: KS Czarni Szczecin trat nicht an.

#### Entscheidungen
|  | qualifiziert für die Endrunde: KS Maraton Warszawa, MZKS Pocztowiec Poznań |

### Gruppe III

#### Abschlusstabelle
| Pl. | Verein              | Sp | Brett-P.  |
| --- | ------------------- | -- | --------- |
| 01. | AKS Chorzów         | 4  | 21,0:11,0 |
| 02. | KKS Lech Poznań     | 4  | 19,5:12,5 |
| 03. | RzKS Juvenia Kraków | 4  | 16,5:15,5 |
| 04. | ZKD Starachowice    | 4  | 16,0:16,0 |
| 05. | KS Łączność Lublin  | 4  | 9,0:23,0  |

#### Entscheidungen
|  | qualifiziert für die Endrunde: AKS Chorzów, KKS Lech Poznań |

## Endrunde

### Abschlusstabelle
| Pl. | Verein                   | Sp | G | U | V  | Brett-P.  | MP    |
| --- | ------------------------ | -- | - | - | -- | --------- | ----- |
| 01. | SKS Start Łódź           | 11 | 7 | 2 | 2  | 56,0:32,0 | 16:6  |
| 02. | WKSz Legion Warszawa (M) | 11 | 6 | 1 | 4  | 50,5:37,5 | 13:9  |
| 03. | KS Start Katowice        | 11 | 6 | 2 | 3  | 50,0:38,0 | 14:8  |
| 04. | AKS Chorzów              | 11 | 6 | 1 | 4  | 48,0:40,0 | 13:9  |
| 05. | MKS Start Lublin         | 11 | 6 | 2 | 3  | 47,5:40,5 | 14:8  |
| 06. | KS Maraton Warszawa      | 11 | 7 | 1 | 3  | 47,0:41,0 | 15:7  |
| 07. | KKSz Kraków              | 11 | 6 | 1 | 4  | 46,5:41,5 | 13:9  |
| 08. | KS Hutnik Nowa Huta      | 11 | 4 | 0 | 7  | 42,5:45,5 | 8:14  |
| 09. | LKS Pogoń Wrocław        | 11 | 4 | 0 | 7  | 41,0:47,0 | 8:14  |
| 10. | MZKS Pocztowiec Poznań   | 11 | 4 | 2 | 5  | 40,0:48,0 | 10:12 |
| 11. | RKS Drukarz Warszawa     | 11 | 3 | 2 | 6  | 36,0:52,0 | 8:14  |
| 12. | KKS Lech Poznań          | 11 | 0 | 0 | 11 | 23,0:65,0 | 0:22  |

### Entscheidungen
|     | Polnischer Mannschaftsmeister: SKS Start Łódź |
|     | qualifiziert für die Endrunde der polnischen Mannschaftsmeisterschaft 1966: SKS Start Łódź, WKSz Legion Warszawa, KS Start Katowice, AKS Chorzów, MKS Start Lublin, KS Maraton Warszawa |
| (M) | Meister der letzten Saison |

### Kreuztabelle
| Ergebnisse | Ergebnisse             | 01. | 02. | 03. | 04. | 05. | 06. | 07. | 08. | 09. | 10. | 11. | 12. |
| ---------- | ---------------------- | --- | --- | --- | --- | --- | --- | --- | --- | --- | --- | --- | --- |
| 01.        | SKS Start Łódź         |     | 5   | 4   | 6   | 4   | 3½  | 5½  | 6   | 5½  | 3   | 7   | 6½  |
| 02.        | WKSz Legion Warszawa   | 3   |     | 3½  | 4½  | 4½  | 3½  | 4   | 4½  | 6   | 3½  | 7   | 6½  |
| 03.        | KS Start Katowice      | 4   | 4½  |     | 4   | 5½  | 4½  | 6   | 3   | 3½  | 3½  | 6   | 5½  |
| 04.        | AKS Chorzów            | 2   | 3½  | 4   |     | 3½  | 5½  | 3   | 4½  | 5   | 6½  | 4½  | 6   |
| 05.        | MKS Start Lublin       | 4   | 3½  | 2½  | 4½  |     | 3½  | 4½  | 5   | 4½  | 4   | 6   | 5½  |
| 06.        | KS Maraton Warszawa    | 4½  | 4½  | 3½  | 2½  | 4½  |     | 3½  | 4½  | 4½  | 5½  | 4   | 5½  |
| 07.        | KKSz Kraków            | 2½  | 4   | 2   | 5   | 3½  | 4½  |     | 4½  | 3   | 5½  | 5   | 7   |
| 08.        | KS Hutnik Nowa Huta    | 2   | 3½  | 5   | 3½  | 3   | 3½  | 3½  |     | 5½  | 4½  | 2   | 6½  |
| 09.        | LKS Pogoń Wrocław      | 2½  | 2   | 4½  | 3   | 3½  | 3½  | 5   | 2½  |     | 5½  | 3   | 6   |
| 10.        | MZKS Pocztowiec Poznań | 5   | 4½  | 4½  | 1½  | 4   | 2½  | 2½  | 3½  | 2½  |     | 4   | 5½  |
| 11.        | RKS Drukarz Warszawa   | 1   | 1   | 2   | 3½  | 2   | 4   | 3   | 6   | 5   | 4   |     | 4½  |
| 12.        | KKS Lech Poznań        | 1½  | 1½  | 2½  | 2   | 2½  | 2½  | 1   | 1½  | 2   | 2½  | 3½  |     |

## Die Meistermannschaft
| 1.            | SKS Start Łódź |
| Schachfiguren | Witold Balcerowski, Horst Podolski, Jan Gadaliński, Wiktor Matkowski, Andrzej Karnkowski, Tadeusz Chmielewski, Andrzej Łuczak, Anna Hellwig. |